# عاشورخانه بادشاهي
عاشورخانه بادشاهي (بالأردية: بادشاہی عاشورخانہ) يُعد هذا البناء من المعالم القديمة التي يرتبط تاريخها بالطائفة الشيعية في مدينة حيدرآباد بالهند، وقد أُنشئ خصيصًا لإحياء ذكرى الإمام الحسين عليه السلام وإقامة مراسم الحداد عليه. تعود نشأة هذا الصرح إلى عام 1005 هجريًا، حين أمر محمد قلي قطب شاه، الحاكم الشيعي للمدينة آنذاك، ببنائه، مستعينًا بتصميم المهندس مير محمد مؤمن الأسترآبادي.
خلال الفعاليات التي كانت تُقام في هذا المكان، خاصة في الأيام العشرة الأولى من شهر المحرم، كان الملوك وكبار المسؤولين يشاركون بفاعلية في الطقوس، حتى أن محمد قلي قطب شاه نفسه كان يشارك في تلاوة القصائد الحزينة مع الخطباء والمنشدين.
توقفت الأنشطة في هذا الموقع لفترة طويلة بعد سقوط حكم أسرة قطب شاهيان وسيطرة المغول (المعروفين بالإمبراطورية الغوركانية) على المنطقة، حتى عادت الحياة إليه في عهد أسرة آصف جاهيان، حيث أُضيفت إليه أجزاء جديدة.
ولا يزال هذا المكان، على غرار الحسينيات والإمامبارات المنتشرة في شبه القارة الهندية، يُستخدم حتى عام 2024 ما زالت مكانا لإقامة عزاء الشيعة والمسلمين وحتى غير المسلمين
ويتميز هذا المبنى بزخارفه الفريدة وفسيفسائه التي تحمل أبياتًا شعرية باللغة الفارسية وأسماء أئمة الشيعة، كما يضم رايات مخصصة لإحياء ذكرى المعصومين الأربعة عشر عليهم السلام. وتُشرف على إدارته كل من هيئة التراث التاريخي في الولاية ودائرة الأوقاف الشيعية.

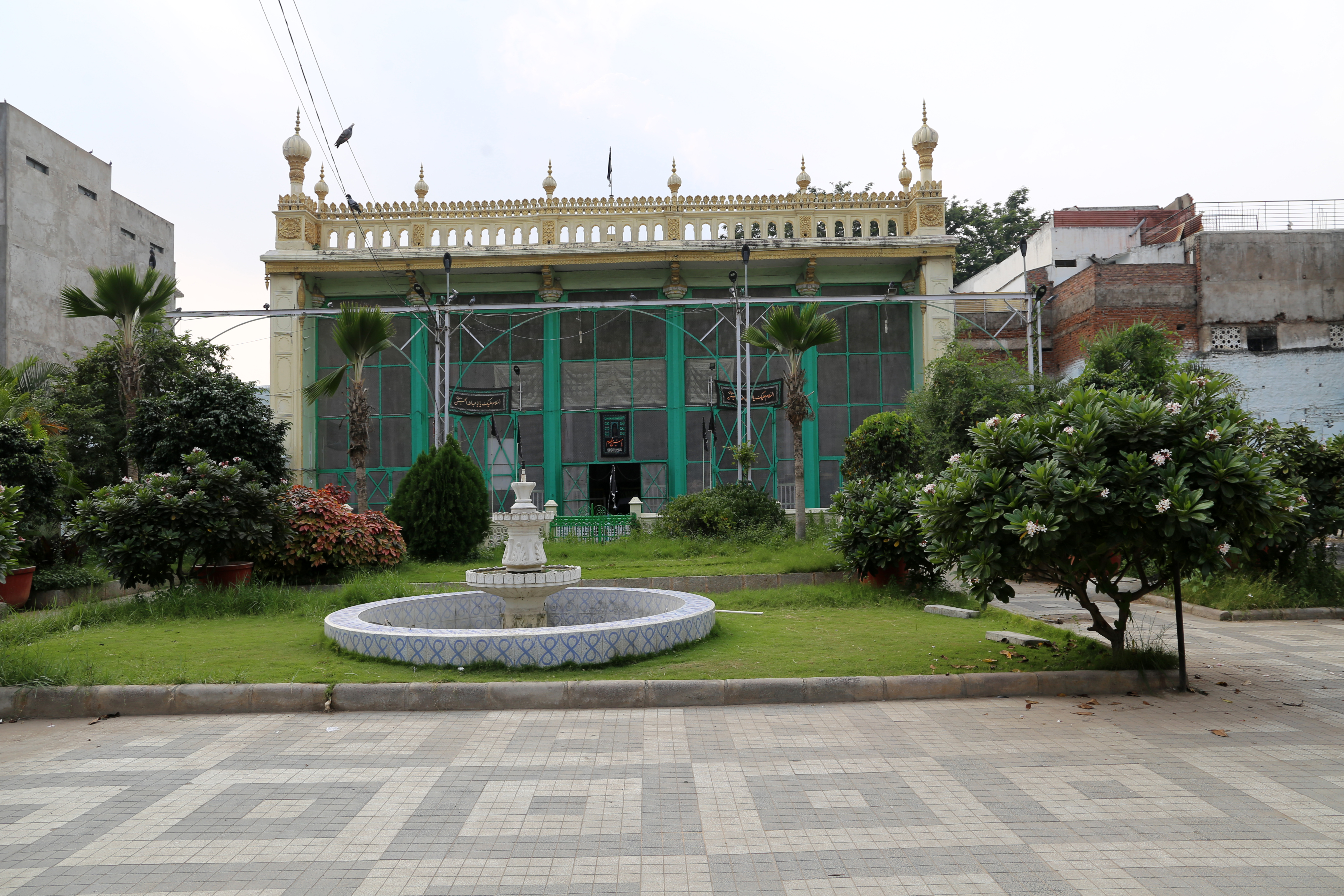
حيدر أباد، عاشورخانه بادشاهي

## التأسيس
شهد عام 1005هـ إنشاء قاعة العزاء الملكيّة – المعروفة اليوم بعاشورخانه – استجابةً لأمر السلطان الشيعيّ محمّد قُلي قطب شاه، أحد أبرز حكّام الأسرة القطب-شاهيّة في حيدر آباد حديثة التأسيس آنذاك. قبل ذلك بستة أعوام (999هـ)، وضع الوزير الأعظم ذو الجذور الإيرانيّة مير محمّد مؤمن الأسترآبادي مخطّطًا عمرانيًّا شاملًا للمدينة الجديدة، فكَرَّس فيه معالم معمارية مثل المنارة الرباعيّة، السوق المسقوف ذا المداخل الأربع، مجمّع «أربعة عشر ألف دكّان»، إلى جانب المقرّ الملكيّ ودار العزاء هذه. تجدر الإشارة إلى أنّ صروحًا مشابهة لاستضافة مجالس محرم كانت قد شُيِّدت سابقًا في بيجابور إبّان حكم سلالة عادشاهي وكذلك خلال المراحل الأولى من الحكم القطب-شاهي بحيدر آباد، وقد أولى الحكّام القطب-شاهيون هذه المباني مكانةً معماريّة وروحيّة بالغة الأهميّة.

## مكان إقامة مراسيم العزاء
منذ اليوم الذي شُيّد فيه ذلك الصرح الملكي، استقرّ دوره بوصفه المحطة الرئيسة للشعائر الدينية، ولا سيّما المجالس التأبينيّة المخصّصة للإمام الحسين عليه السلام. قبل ظهوره على خارطة حيدر آباد، وخلال فترة حكم الأسرة القطب-شاهية في غولكوندة ثمّ العاصمة الوليدة، اعتاد أتباع الديانات كافة–مسلمين وغيرهم–التوافد إلى بيوت مشابهة لإحياء الطقوس. وتشير صفحات مخطوطة «روضة السلاطين القطبشاهية» إلى تفاصيل تلك الاحتفالات الدينية والأعياد، مؤكّدة أنّ تشييد هذه الدار في عهد السلطان محمد قُلي قطب شاه أضفى على مراسم محرّم وقارًا ومهابة غير مسبوقَين. مع حلول الشهر الحرام، كان العاهل يأمر بأن ترتدي المدينة حلّة الحِداد؛ تُرفَع الرايات الداكنة، تُعطَّل المزامير والأغاني، يُحظر بيع التبغ والمشروبات المسكرة، ويُمسك الناس عن تناول اللحوم احترامًا لأجواء العزاء.

### مشاركة الملك وأركان البلاط في مراسم العزاء
كان السلطان محمّد قُلي قطب شاه يظهر في دار العزاء الملكيّة مرتديًا السواد، يصحبه وزراؤه وأمراء البلاط، فيمتزجون بسائر الحشود دون تمييز. وتَرِدُ في مخطوطة «روضة السلاطين القطبشاهية» روايةٌ مسهبة عن الطقوس التي تُقام خلال الليالي العشر الأولى من شهر محرّم: من الليلة الأولى وحتى التاسعة تُشعَل ألف شعلة حول المبنى كلّ مساء، ثمّ تُضاعَف الإضاءة إلى عشرة آلاف مصباح في ليلة العاشر. وفي قلب هذه الأجواء يعتلي الخطباء المنبر، ويصدح المنشدون بالمراثي، فيتردّد صدى قصة كربلاء في أرجاء العاشورخانة كما يحدث في سائر دور العزاء. 

### استمرارية الفعاليات
منذ أن رُفع أساس دار العزاء الملكيّة عام 1005ه، ظلّت أبوابها مفتوحة للشعائر حتى عام (1446ه / 2024م). فخلال الليالي العشر الأولى من محرَّم يجتمع في رحابها أتباع المذهبَين الشيعيّ والسنّي، بل وحتى الهندوس، لإحياء ذكرى الإمام الحسين عليه السلام. ومع ذلك سجّل التاريخ فترة جمودٍ طالت سبعين عامًا بعد انطفاء دولة قُطب شاه، إذ أوقف حكم أورنك زيب—الإمبراطورية المغولية في الدَّكَن—كافة الأنشطة. ولم تعُد الحياة إلى هذا الصرح إلّا مع بزوغ عهد آل آصف ذوي الانتماء الشيعي، حيث استؤنفت المجالس وأُعيد للمكان وهجه الروحيّ.

## المبنى
تفيد رواية «مآثر الدَّكَن» بأنّ النسخة الأولى من دار العزاء البادشاهي لم تكن سوى قاعة داخلية فسيحة، نُصبت منذ يوم افتتاحها أربع عشرة راية ترمز إلى المعصومين. وفي عام 1098هـ، عقب اجتياح جيش أورنك زيب لحيدر آباد، حُولت الدار – تحت دافع التعصّب الديني – إلى إسطبل للخيول، فتعرّض جزء كبير من هيكلها للدمار.
ومع وصول الأسرة الآصفية إلى الحكم، أطلق آصف جاه الثاني (مير نِظام علي خان بهادر) في ١٧٦٥م حملة إعادة إعمار شاملة:
- شُيِّدت بوابة جديدة حملت اسم «باب فيض العالمين».
- أُضيفت أروقة داخلية عدّة وأعمدة خشبية داعمة.

وفي سنة 1250هـ أُعيد طلـــــاء البناء بأكمله. ورغم هذه التحوّلات بقي السقف محتفظًا بفنّ «الخَتَم» الخشبي العائد إلى القرن الثامن عشر، كما ظلّت زخارف الفسيفساء قائمة، مع أنّ عمر هذا الصرح يسبق حسينيات وإمامبارات لكهنؤ تاريخيًّا.

### اقسام العمارة
يشتمل الصرح الحسينيّ الملكيّ على باقة مرافق تؤدّي وظائف متنوِّعة، أبرزها:
• صالة الطبول التقليديّة: موضع يُقرَع فيه النقّار خلال المواكب.
• رُكن النذور: مساحة يُوزَّع فيها الطعام المُهدى.
• جناح الضيافة: حجرات مخصّصة لراحة الزوّار.
• بيت السقاة: مكان تحضير الشاي والقهوة وتقديمهما.
• المطبخ/قاعة الطعام: حجرة لإعداد الوجبات أو تقديمها.
• غرف الحرس: مقارّ أفراد الأمن المكلَّفين بالحراسة.
• مقرّ القيّم: دار خاصة بالمشرف على شؤون المبنى.

### المشهد الزخرفي والفسيفساءي في الصرح
في حدود سنة 1020هـ، تزيّنت دار العزاء الملكيّة بفسيفساء تحمل الطابع الجمالي لبلاد فارس. وتشير مخطوطة «مآثر الدَّكَن» إلى أنّ تاج المحراب خُطَّ عليه اسم السلطان محمّد قُلي قطب شاه، بينما نُثر لقب حفيده عبد الله قطب شاه السابع (أبو المظفّر) في مواضع متفرّقة من البناء. واعتمد الخطّ الطغرائي لإنجاز سائر النقوش والزخارف. أهمّ الكتابات يمكن تلخيصها كالآتي:
• دعاء منقوش على الجدارَين الجنوبي والشمالي يشمل الصلاة على النبيّ الكريم وأهل بيته بدءًا بالزهراء ومرورًا بالأئمّة حتى القائم المنتظَر.
• في الممرّ الغربي الثاني أبياتٌ شعرية فارسيّة تؤرِّخ اكتمال الترميم على يد نظام الملك آصف، وتُحيل إلى سنة ١١٧٨هـ.

## الكلفة الماليّة
نفق السلطان محمّد قُلي قطب شاه ما يُقارب 66 ألف روبية لإنشاء النسخة الأولى من دار العزاء هذه. وبعد مضيّ عقود، خصَّص مير نظام علي خان بهادر (المعروف بلقب «غفران مآب») اعتمادًا سنويًّا مقداره 12 ألف روبية لتغطية مصروفاتها التشغيلية. لاحقًا، رفع سكندر جاه بهادر – المشهور بـ«مغفرت منزل» – هذا الاعتماد بإضافة مبلغ إضافي يبلغ ألفَي روبية. وتُشير مصادر كتاب «مآثر الدَّكَن» إلى أنّ المخصَّصات الحكوميّة ظلَّت تُرصَد لهذا الصرح حتى سنة 1924م. أمّا اليوم فتتولّى رئاسة التراث في الولاية، جنبًا إلى جنب مع هيئة الأوقاف الشيعيّة في الهند، الإشراف الإداري والمالي على العاشورخانة.